# 玉川野毛町公園

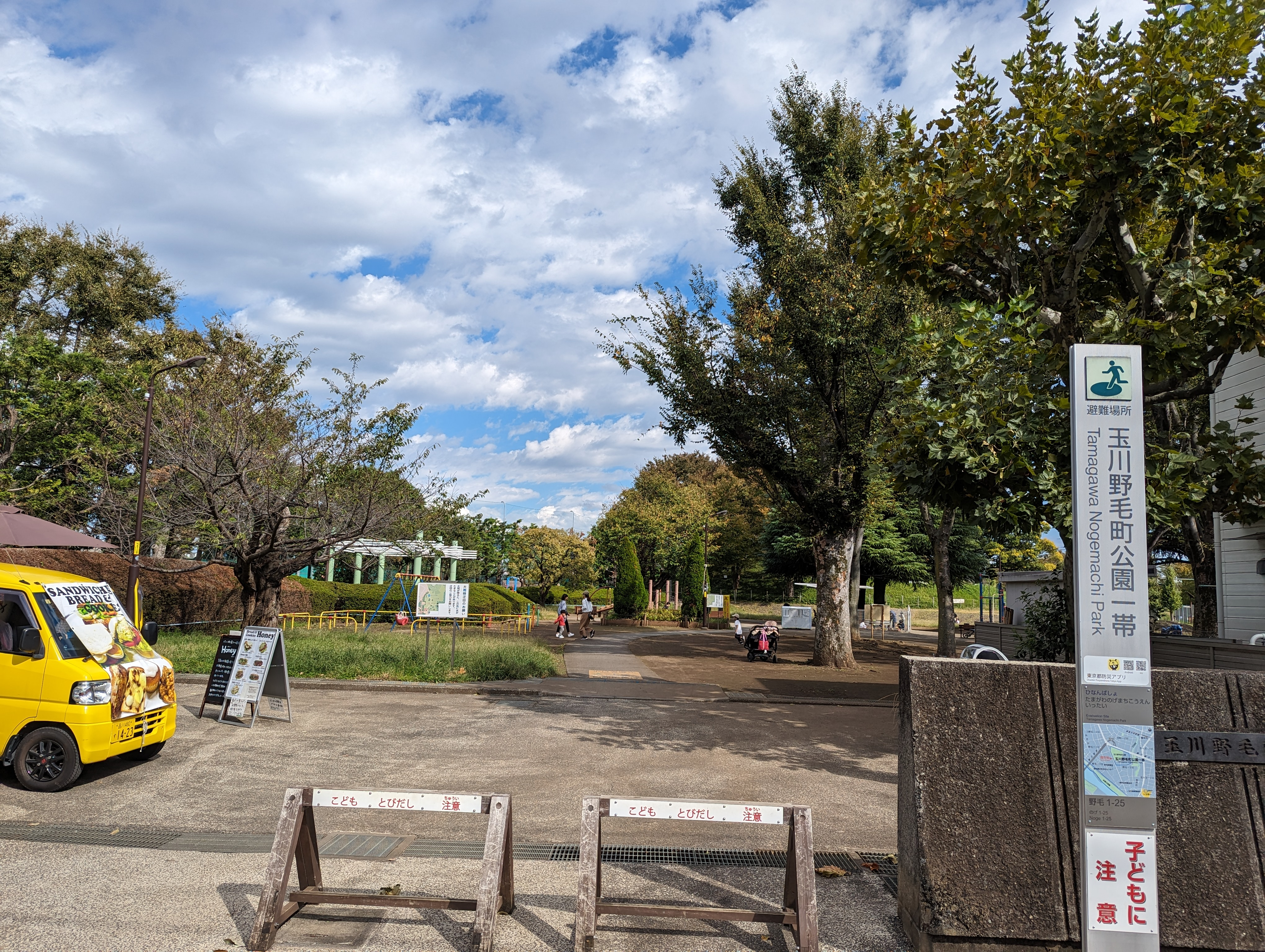
玉川野毛町公園の南西側入口

玉川野毛町公園（たまがわのげまちこうえん）は、東京都世田谷区野毛一丁目に存在する公園。

## 概要
世田谷区立の公園で、軟式野球場、全天候型テニスコート、デイキャンプコーナー（子供用）、屋外プール、駐車場などからなる。また、敷地の一部は、東京都の史跡である野毛大塚古墳となっている。
公園一帯は震災時の一時集合所、広域避難場所に指定されている。

## 歴史
1931年（昭和6年）、現在の公園のある場所に東京横浜電鉄を率いる五島慶太が、野毛大塚古墳を包含する形でゴルフ場を建設し、玉川ゴルフコースをオープン。開業当初は6ホール、後に3ホールが追加された。しかし、日中戦争が始まり戦時色が強くなった1937年（昭和14年）10月にはゴルフ場は廃止。内務省防空研究所が買収して、第二次世界大戦中には高射砲の陣地となった。戦後は敷地の一部が1956年（昭和31年）都立公園として開園、さらに1965年（昭和40年）には管理が世田谷区に移り区立公園となった。

## 拡張
2012年（平成24年）、玉川野毛町公園と等々力渓谷公園の間にあった国家公務員宿舎が廃止。その敷地の一部（約2.8ヘクタール）を世田谷区が買収して、2018年（平成30年）度から公園の拡張整備が進められた。整備に当たっては都市公園法に基づく公募設置管理制度（Park-PFI）を利用、民間活力の導入を前提とし、区民との対話を重ねながら公園計画などの策定が進められ、2025年（令和7年）に拡張部分の一部がオープン予定。

## アクセス
- 東急大井町線 等々力駅徒歩10分
- 東急バス 野毛公園前下車